# 柳晃平
柳 晃平（やなぎ こうへい、1996年3月23日 - ）は、日本の男性声優。群馬県出身。ラクーンドッグ預かり所属。

## 略歴
2018年にマウスプロモーション付属養成所に入所。2020年よりマウスプロモーションに所属となる。
『レイヤードストーリーズ ゼロ』の主人公・ユウト役で声優デビュー。
2024年5月31日をもってマウスプロモーションを退所。フリー期間を経て、2025年4月22日よりラクーンドッグに所属。
2025年6月30日、自身のXアカウントにて同じく声優の石上静香との結婚、および石上の第一子妊娠を報告。

## 人物
趣味・特技として空手、テニス、獅子舞を挙げている。方言は群馬弁。
資格として教員免許（小学校全科、中学校社会）を持っている。

## 出演
太字はメインキャラクター。

### テレビアニメ
2018年
- ベルゼブブ嬢のお気に召すまま。（グシオン）

2019年
- アイカツフレンズ!〜かがやきのジュエル〜（大道具、スタッフリーダー）
- トライナイツ（男子生徒、ラグビー部員、男子学生）
- ギヴン（バンドマンB）
- アイカツオンパレード!（観客）

2020年
- ＜Infinite Dendrogram＞-インフィニット・デンドログラム-（護衛、ゴブリン、山賊、侍従、アッシュバレー・ギデオン 他）
- イエスタデイをうたって（生徒）
- ド級編隊エグゼロス（ドルオタたち）
- 魔王学院の不適合者 〜史上最強の魔王の始祖、転生して子孫たちの学校へ通う〜（2020年 - 2024年、黒服男子、白服男子、リーベスト班男子、勇者兵、皇族 他） - 3シリーズ
- Lapis Re:LiGHTs（町民、門番）
- おちこぼれフルーツタルト（駅のアナウンス、先生）

2021年
- 裏世界ピクニック（学生、街の人たち）
- ドラゴン、家を買う。（ゴブリンC、冒険者C、スライム、モブ、モブ勇者 他）
- スライム倒して300年、知らないうちにレベルMAXになってました（剣士、魔族B、魔族幹部A）
- 東京リベンジャーズ（2021年 - 2023年、不良学生B、中学生B） - 2シリーズ
- Fairy蘭丸〜あなたの心お助けします〜（ホスト）
- ぼくたちのリメイク（岸田潤）
- 吸血鬼すぐ死ぬ（2021年 - 2023年、録音、フィン、男性A、わたあめ造り、オータムロボ 他） - 2シリーズ
- ビルディバイド（2021年 - 2022年、観客、生徒、ドール、学生、ファン 他） - 2シリーズ
- さんかく窓の外側は夜（男子生徒A）
- ヴィジュアルプリズン（ウェイター）
- パズドラ（青年2）

2022年
- オリエント（生徒、武士、町人、藪中荊事、上杉武士団団員） - 2シリーズ
- 天才王子の赤字国家再生術（トレイス、ナトラ兵、官吏、密偵、部下 他）
- からかい上手の高木さん3（イガグリ）
- フットサルボーイズ!!!!!（最上）
- 錆喰いビスコ（パイロット）
- トモダチゲーム（生徒、不良）
- デリシャスパーティ♡プリキュア（生徒）
- 3秒後、野獣。〜合コンで隅にいた彼は肉食でした（久住）
- 金装のヴェルメイユ〜崖っぷち魔術師は最強の厄災と魔法世界を突き進む〜（男子、メガネ男子、ライバルン、村人）
- 組長娘と世話係
- ちみも（ゴミ収集作業員、ゴミ回収業者A）
- 新米錬金術師の店舗経営（ダルナ）
- モブサイコ100 III（人々B）

2023年
- スパイ教室 - 2シリーズ
- アルスの巨獣（アリム）
- 人間不信の冒険者たちが世界を救うようです（冒険者、ゴブリン、通行人、客、ビショット 他）
- 火狩りの王（2023年 - 2024年、伝声管、炎魔） - 2シリーズ
- 文豪ストレイドッグス（警官、軍警B、マフィア構成員、兵隊） - 2シリーズ
- ジョジョの奇妙な冒険 ストーンオーシャン（科学者、看守A）
- 私の百合はお仕事です!（男子生徒、男性客、担任教師）
- 転生貴族の異世界冒険録〜自重を知らない神々の使徒〜（コラン、魔物②）
- 【推しの子】（男子生徒）
- 鬼滅の刃 刀鍛冶の里編
- ライザのアトリエ 〜常闇の女王と秘密の隠れ家〜（護り手A、商人、護り手B）
- るろうに剣心 -明治剣客浪漫譚- (2023)（2023年 - 2025年、警官隊隊員、佐藤、護衛、賭場の若衆、銃士隊長 他） - 2シリーズ
- デキる猫は今日も憂鬱（街の人々）
- 幻日のヨハネ -SUNSHINE in the MIRROR-
- ゴブリンスレイヤーII（ゴブリン、冒険者）
- はめつのおうこく（群衆、タクマ、兵士、システム音声、リディアの警備兵 他）
- 『ヒプノシスマイク-Division Rap Battle-』Rhyme Anima +（ドラム）
- ひきこまり吸血姫の悶々（貴族B）

2024年
- 青の祓魔師 島根啓明結社篇（越前）
- 川越ボーイズ・シング（生徒）
- 転生したら第七王子だったので、気ままに魔術を極めます（貴族）
- ブルーアーカイブ The Animation（闇銀行の銀行員、PMC兵）
- 名探偵コナン（息子）
- 声優ラジオのウラオモテ（男性ファン、男子生徒）
- 喧嘩独学（男性）
- キャプテン翼シーズン2 ジュニアユース編（友人A、長岡）
- 時々ボソッとロシア語でデレる隣のアーリャさん（野球部キャプテン）
- 黄昏アウトフォーカス（加賀利テル）
- 異世界ゆるり紀行 〜子育てしながら冒険者します〜（ルディウス）
- ネガポジアングラー（大学の友人、学生、コンビニ客、釣り具屋店員）
- 凍牌〜裏レート麻雀闘牌録〜（ニット帽の男、ギャラリー）

2025年
- 沖縄で好きになった子が方言すぎてツラすぎる（比嘉、クラスメイト）
- 俺は星間国家の悪徳領主!（クルー、刑事）
- TO BE HERO X（連合会職員）
- 前橋ウィッチーズ（モグタン）
- 片田舎のおっさん、剣聖になる（ギルド職員）
- ぬきたし THE ANIMATION（橘淳之介）
- 強くてニューサーガ（護衛A）

### 劇場アニメ
- Tokyo 7th シスターズ -僕らは青空になる-（2021年、観客）
- 劇場版 からかい上手の高木さん（2022年）

### OVA
- 忘却バッテリー（2020年、野球部員） - ジャンプスペシャルアニメフェスタ2020上映作品
- planetarian 〜雪圏球〜（2021年、館員[28]）

### Webアニメ
- レイヤードストーリーズ ゼロ（2017年、ユウト[29]）
- マウスどうぶつえん（2022年 、マーモットのこうへい）
- ロマンティック・キラー（2022年、ソータ）
- ラプソディ（2023年、北瀬拓[30]）
- T・Pぼん（2024年、男性客A）

### ゲーム
2017年
- レイヤードストーリーズ ゼロ（ユウト）

2018年
- 刀使ノ巫女 刻みし一閃の燈火（服部達夫）

2021年
- プロジェクトセカイ カラフルステージ! feat. 初音ミク（遠野新）
- モンスターストライク（2021年 - 2023年、ルガッサ、トロジャノク）
- 真・女神転生V（主人公）
- 鬼滅の刃 ヒノカミ血風譚

2022年
- TalesWeaver:SecondRun

2023年
- ブレイドアンドソウル2（回帰者アラン）

2024年
- 崩壊:スターレイル（クロックボーイ）
- ゴブリンスレイヤー -ANOTHER ADVENTURER- NIGHTMARE FEAST
- ユニコーンオーバーロード（傭兵（タイプE）/ NPC）
- Library of Ruina（マンチ、テイン、マス）
- 真・女神転生V Vengeance（主人公）
- メタファー:リファンタジオ

### ドラマCD
- ラプソディ 第二章/小さな神様（2022年、北瀬拓） ※ドラマパート
- 真郷街 -まきょうがい- 2 Dimension gate（2025年）

### BLCD
2019年
- とろけて開いて（会社員2）
- サハラの黒鷲（ヨド）
  - サハラの黒鷲2 sideアルキル（2020年、ヨド）

- ロストバージン（ゲイ）
  - ロストバージン how to sex（2024年、タレント）

2020年
- αがαを抱く方法（ミハト）
- 黄昏アウトフォーカス（加賀利テル）
  - 黄昏アウトフォーカス overlap（2021年、加賀利テル）
  - 黄昏アウトフォーカス long take（2025年、加賀利テル）

- 恋する竜の島-白竜編-
- 十二支色恋草子（タヌキ）

2022年
- 宵々モノローグ（アイスホッケー部副部長）
- 神様なんか信じない僕らのエデン
  - 神様なんか信じない僕らのエデン2（2023年）

2023年
- なんかもうあーあって感じ。（林賢太郎）
- 偏愛ドラマティック・モンスター（同級生）

2024年
- 先輩、ナカみせて（同級生）
- ビタープレイメイト（大和）
- 金銀ささめくひみつは夜（ジェイ）

### オーディオドラマ
- 関西人と覆面殺人鬼〜セックスしていいから殺さんといて！（2021年、依、存[56][57]）
- 男子高校生、はじめての 〜Second Color〜 椎堂×有編（2021年、悠希[58]）

### デジタルコミック
- こういうのがいい（2021年）[59]
- 一矢報いて春から逃げる（2021年、夜越春寄[60]）
- 刻どキ（2021年、飯島鳩[61]）
- グラビティ・フリー（2021年、襲撃部隊[62]）
- フレンチ・オブ・ザ・デッド（2021年、蒼ポール[63]）
- 守れ!しゅごまる（2022年、羽鳥良二[64]、男子生徒[65]）
- ドロンドロロン（2022年、イザナギ隊[66]）
- CHAIN（2022年、カオル[67]）
- おのぼりキジムナー（2022年、太郎[68]）
- サテライト・コインランドリー（2023年、イブキ（運送屋）[69][70]）
- キスだけでイケそうだ。 〜そして、俺たちは堕ちていく〜（2023年、高橋[71]）
- テンマクキネマ（2023年、尾藤良二[72]）
- キルアオ（2023年、露出狂[73]）
- BLゲームの主人公の弟であることに気がつきました（2023年、男子生徒1・2・4・9[74]）
- 幽霊さんと不良A（2023年、梓世那岐[75]）
- 軍人婿さんと大根嫁さん（2024年、誉[76][77]）
- 妻が完璧すぎるので、ちょっと乱していいですか？（2024年、陸斗[78][79]）

### 吹き替え

#### 映画
- アバター:ウェイ・オブ・ウォーター（2022年[80]）
- モラルセンス 〜君はご主人様〜（2022年、ウヒョク）

#### ドラマ
- キミと僕の警察学校（チェ・インシク、チョ・ウヨン、シン・ウィソク）

### 朗読劇
- 朗読劇 For Answer（2021年9月4日・5日、JOYJOYシアター）[81]
- トライディア第9回公演『チェイサーゲーム』Vol.3（2024年4月28日、北とぴあ ドームホール）[82]
- トライディア第12回公演『俺だけ最強超越者〜全世界のチート師匠に認められた〜』（2025年3月9日、北とぴあ ドームホール）[83]

### その他コンテンツ
- 神椿市建設中。NARRATIVE イベントムービー#08 「共創課制圧」（2023年）[84]
- となりの百怪見聞録 第2巻PV（2023年、行き合う人々[85]）
- 聖母の断罪 第1巻発売記念PV（2023年、鬼怒川、小和瀬[86][87]）
- 痛快青春マーダーミステリー「DT7 -誰が童貞を捨てたのか？-」 ローンチPV（2024年、ナレーション[88]）

### シリーズ一覧
1. ↑  第1期（2020年）、第2期『II』第1クール（2023年）、第2期『II』第2クール（2024年）
2. ↑  第1期（2021年）、第2期（2023年）
3. ↑  第1期（2021年）、第2期『2』（2023年）
4. ↑  第1期『-#000000-』（2021年）、第2期『-#FFFFFF-』（2022年）
5. ↑  第1クール「安芸旅立ち編」（2022年）、第2クール「淡路島激闘編」（2022年）
6. ↑  1st season（2023年）、2nd season（2023年）
7. ↑  第1シーズン（2023年）、第2シーズン（2024年）
8. ↑  第4シーズン（2023年）、第5シーズン（2023年）
9. ↑  第1期『序幕東京』（2023年）、第2期『京都動乱』（2024年）